# Dampiera linearis
Dampiera linearis är en tvåhjärtbladig växtart som beskrevs av Robert Brown. Dampiera linearis ingår i släktet Dampiera, och familjen Goodeniaceae. Inga underarter finns listade i Catalogue of Life.